# Forcipata montana
Forcipata montana är en insektsart som beskrevs av Hamilton 1998. Forcipata montana ingår i släktet Forcipata och familjen dvärgstritar. Inga underarter finns listade i Catalogue of Life.